# Katholische Pfarrkirche Oberwart

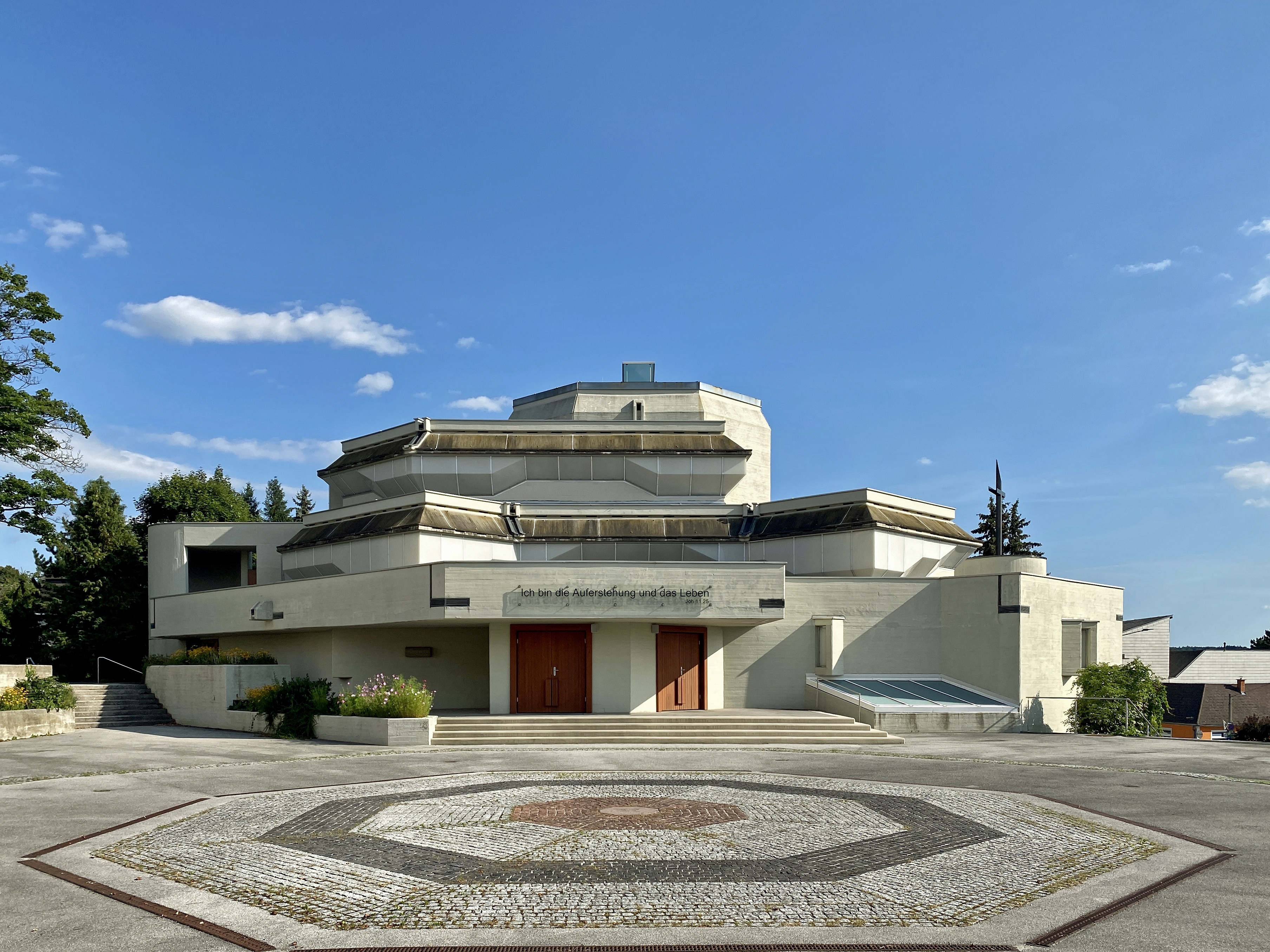
Katholische Pfarrkirche Auferstehung Christi in Oberwart

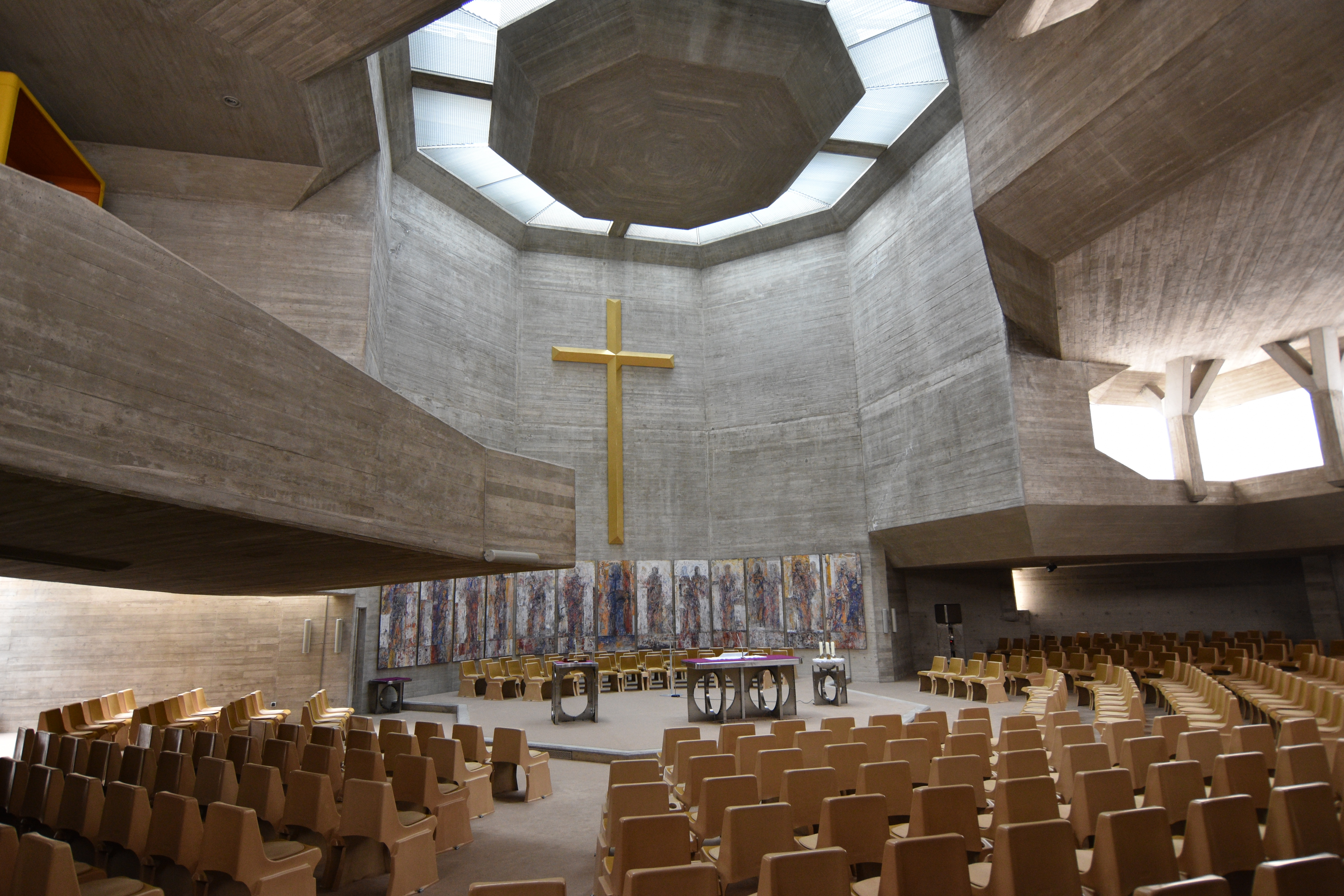
Der Innenraum der Kirche

Die römisch-katholische Pfarrkirche Oberwart (auch Osterkirche) steht in der Gemeinde Oberwart im Bezirk Oberwart im Burgenland. Sie ist dem Fest Auferstehung Jesu Christi geweiht und gehört zum Dekanat Pinkafeld in der Diözese Eisenstadt. Das Bauwerk steht unter Denkmalschutz (Listeneintrag).

## Geschichte
Die Kirche wurde in den Jahren 1967 bis 1969 nach Plänen der Architekten Günther Domenig und Eilfried Huth erbaut und am 19. Oktober 1969 von Bischof Stephan László geweiht.

## Kirchenbau
Kirchenäußeres
Die Kirche bildet einen gemeinsamen Baukomplex mit dem Pfarrzentrum. Die Bauten wurden mit schalreinem Beton und Marienglas errichtet. Der Kirchenbau wurde über einem unregelmäßigen Grundriss erbaut. Darüber ist ein achteckiger Mittelteil mit schöner Raumwirkung.
Kircheninneres
Das Mitteljoch ist unter einem quadratischen, die Kreuzarme unter rechteckigen Platzlgewölben. Die Orgelempore sowie die Sakristei wurden im Jahr 1971 abgetragen.

## Ausstattung

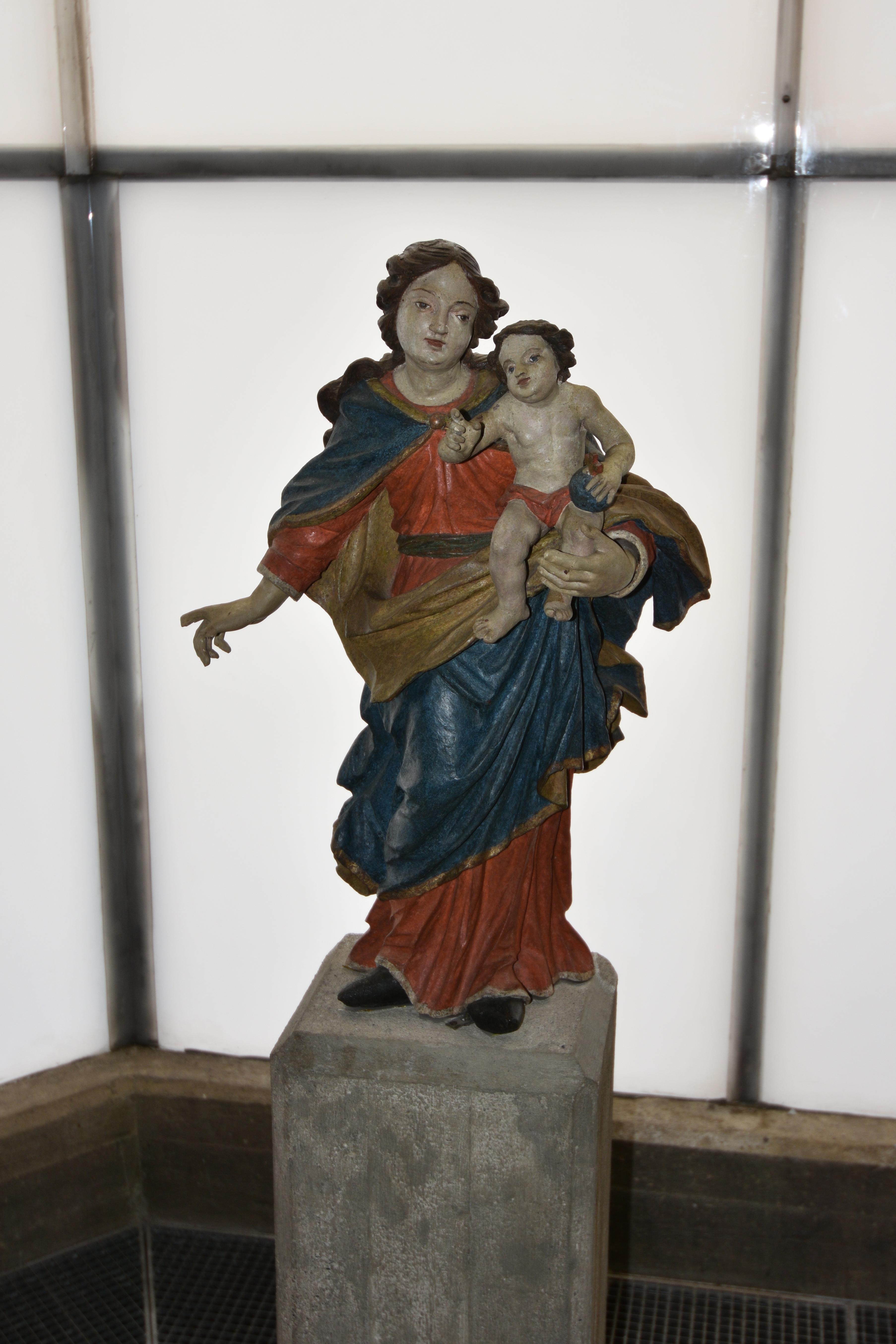
Madonnenstatue in der Unterkirche

In der Unterkirche befindet sich eine modernisierte Madonnenstatue aus dem ersten Viertel des 18. Jahrhunderts.
Seit 1989 ist der Altarraum mit dem goldenen Kreuz und einigen Tafelbildern vom Kärntner Künstler Valentin Oman ausgestattet.  Die Orgel aus 1971 mit 18 Registern wurde von Orgelbau Pirchner gebaut.